# Lea van Acken
Lea van Acken est une actrice allemande née le 20 février 1999 à Lübeck en Allemagne. 

## Filmographie

### Cinéma
- 2014 : Chemin de croix (Kreuzweg) par Dietrich Brüggemann : Maria
- 2016 : Das Tagebuch der Anne Frank par Hans Steinbichler : Anne Frank[1]
- 2016 : Ferien par Bernadette Knoller
- 2017 : Whisper 3 (Ostwind 3) par Katja von Garnier : Samantha
- 2017 : Un prof pas comme les autres 3 (Fack ju Göhte 3) par Bora Dagtekin : Amrei Keiser
- 2017 : Bibi & Tina par Detlev Buck : Adea / Aladin
- 2019 : Abikalypse par Adolfo J. Kolmerer : Hanna

### Télévision
- 2015 : Homeland (5 épisodes)
- 2016 : Ne me dis rien (Sag mir nichts) par Andreas Kleinert : Susanna (téléfilm)
- 2017-2018 : Dark : Sijla
- 2020 : Sløborn : Ella